# Estación de Pisa Central
La estación de Pisa Central es la principal estación ferroviaria del municipio italiano de Pisa, en la región de la Toscana.

## Historia y situación

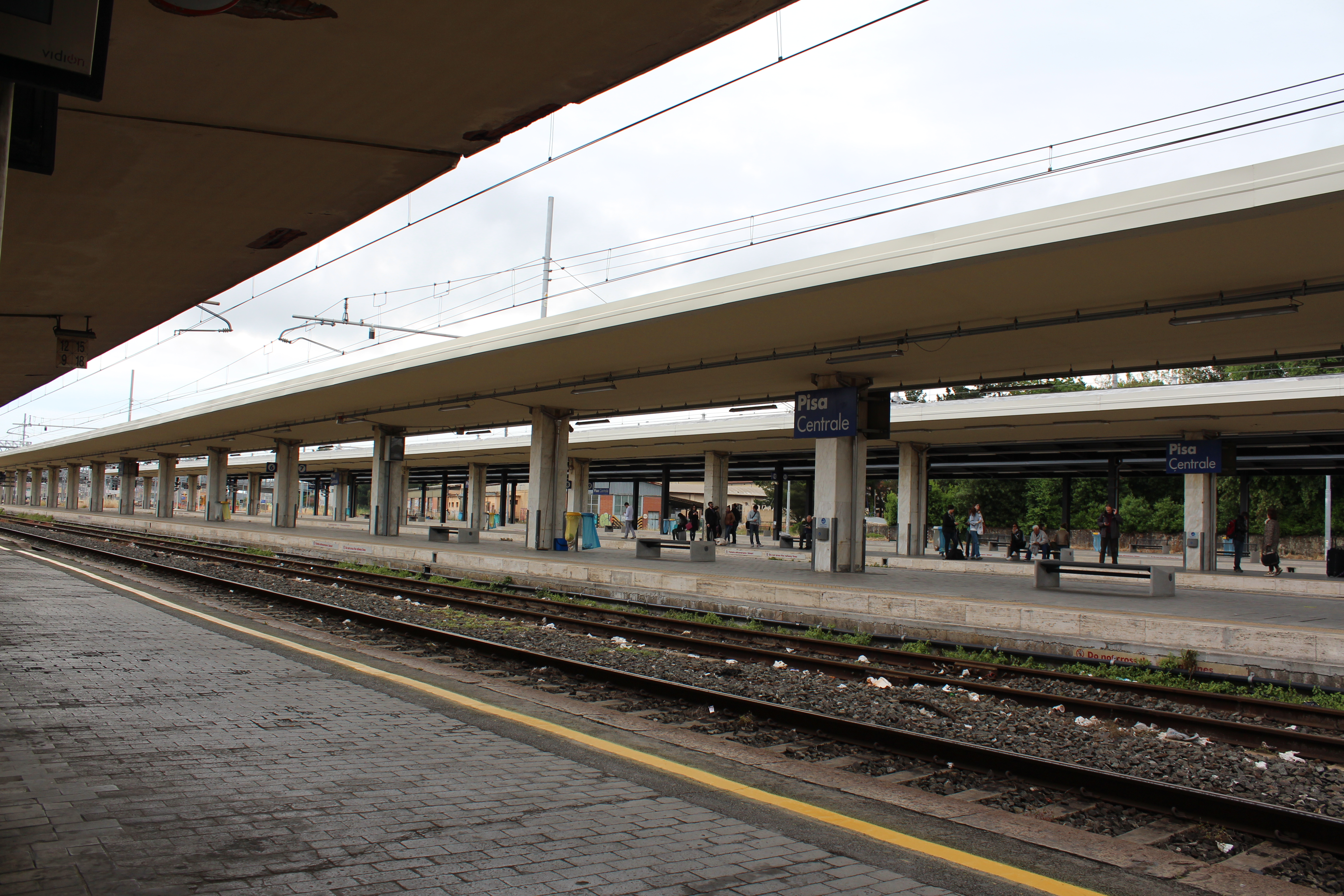
Andenes de Pisa Central

La estación de Pisa Central fue inaugurada en el año 1871 como sustituta de la estación Leopolda, a la que llegó el ferrocarril a Pisa en 1844 con la puesta en servicio del tramo Pisa - Livorno de la línea Florencia - Livorno, también conocida como la Ferrovia Leopolda.
Se encuentra ubicada en el sur del núcleo urbano de Pisa. Cuenta con siete andenes centrales a los que acceden un total de 15 vías, de las cuales 13 son pasantes y dos son toperas.
En términos ferroviarios, la estación se sitúa en la línea Florencia SMN - Livorno Central, en la línea Pisa Central - Lucca, en la línea Pisa Central - Génova Plaza Príncipe, así como en la línea Roma Termini - Livorno Central - Pisa Central.

## Servicios Ferroviarios
Los servicios ferroviarios de esta estación están prestados por Trenitalia:

### Larga distancia
Frecciabianca
- Roma Termini - Civitavecchia - Orbetello-Monte Argentario - Grosseto - Cecina - Livorno Central - Pisa Central - Viareggio - Massa - La Spezia - Chiavari - Rapallo - Génova Brignole - Génova Plaza Príncipe - Alessandria - Asti - Turín Lingotto - Turín Puerta Nueva

Intercity
- Salerno - Nápoles Central - Aversa - Formia-Gaeta - Latina - Roma Termini - Civitavecchia - Orbetello-Monte Argentario - Grosseto - Cecina - Livorno Central - Pisa Central - Viareggio - Massa - La Spezia - Chiavari - Rapallo - Génova Brignole - Génova Plaza Príncipe - Alessandria - Asti - Turín Lingotto - Turín Puerta Nueva
- Grosseto - Follonica - Cecina - Campiglia Marittima - Livorno Central - Pisa Central - Viareggio - Massa - La Spezia - Monterosso - Levanto - Sestri Levante - Chiavari - Rapallo - Génova Brignole - Génova Plaza Príncipe - Voghera - Pavia - Milán Central
- Roma Termini - Roma Ostiense - Civitavecchia - Grosseto - Follonica - Cecina - Livorno Central - Pisa Central - Viareggio - Massa - La Spezia - Chiavari - Rapallo - Génova Brignole - Génova Plaza Príncipe - Savona - Finale Lugure Marina - Albenga - Alassio - Diana Marina - Imperia Porto Maurizio - San Remo - Bordighera - Ventimiglia

Intercity Notte
- Salerno - Nápoles Central - Aversa - Formia-Gaeta - Latina - Roma Termini - Civitavecchia - Orbetello-Monte Argentario - Grosseto - Cecina - Livorno Central - Pisa Central - Viareggio - Massa - La Spezia - Chiavari - Rapallo - Génova Brignole - Génova Plaza Príncipe - Alessandria - Asti - Turín Lingotto - Turín Puerta Nueva

### Regionales
Mediante los servicios Regionale y Regionale Veloce mantiene rutas con origen en la propia estación, en Roma Termini y  en Piombino, teniendo como destinos a Grosseto, La Spezia, Génova Plaza Príncipe, Florencia SMN, Livorno Central, Lucca y Pisa Aeropuerto, ambas con numerosas frecuencias a lo largo del día.